# Can Mata (Sant Just Desvern)
Can Mata és un masia del municipi de Sant Just Desvern (Baix Llobregat) inclosa en l'Inventari del Patrimoni Arquitectònic de Catalunya. És una masia de planta baixa i pis. La porta d'accés està formada per un arc de pedra dovellat. A la mateixa façana principal hi ha dues finestres també de pedra.
S'han construït cases al seu voltant de manera que ha quedat adossada a les cases del carrer Pedró i separada del carrer Bonavista, i la seva imatge n'ha sortit molt perjudicada.